# Nepals kommunistiska parti (Marxistiskt)
Nepals kommunistiska parti (Marxistiskt) var ett politiskt parti i Nepal, bildat 1987 genom samgående mellan Nepals kommunistiska parti (Manmohan) och Nepals kommunistiska parti (Pushpa Lal).
Partiet tillhörde den Förenade vänsterfronten och deltog i folkupproret 1990.
1991 gick man samman med Nepals kommunistiska parti (Marxist-leninistiskt) och bildade det nya Nepals kommunistiska parti (Förenade marxist-leninisterna).